# Aminu Mohammed
Aminu Mohammed (Lagos, 15 de diciembre de 2001) es un baloncestista nigeriano que pertenece a la plantilla de los Delaware Blue Coats de la G League. Con 1,96 metros de estatura, juega en la posición de escolta.

## Trayectoria deportiva

### Universidad
Jugó una temporada con los Hoyas de la Universidad de Georgetown, en la que promedió 13,7 puntos, 8,2 rebotes, 1,8 asistencias y 1,6 robos de balón por partido. Al término de la temporada fue incluido en el mejor quinteto de novatos de la Big East Conference. El 31 de marzo de 2022, Mohammed se declaró elegible para el draft de la NBA de 2022 manteniendo su elegibilidad universitaria. Posteriormente decidió permanecer en el draft.

#### Estadísticas
| Año     | Equipo     | PJ | PT | MPP  | %TC  | %3P  | %TL  | RPP | APP | ROB | TPP | PPP  |
| ------- | ---------- | -- | -- | ---- | ---- | ---- | ---- | --- | --- | --- | --- | ---- |
| 2021–22 | Georgetown | 31 | 31 | 32.2 | .379 | .310 | .722 | 8.2 | 1.8 | 1.6 | .6  | 13.7 |
| Total   | Total      | 31 | 31 | 32.2 | .379 | .310 | .722 | 8.2 | 1.8 | 1.6 | .6  | 13.7 |

### Profesional
Tras no ser elegido en el Draft de la NBA de 2022, el 4 de noviembre fue incluido en la lista de la noche inaugural de los Delaware Blue Coats de la NBA G League. En su primera temporada promedió 4,2 puntos y 1,7 rebotes por partido, ayudando al equipo a ganar el campeonato.